# SuperWASP
SuperWASP (Wide Angle Search for Planets) è un'organizzazione internazionale di ricerca di pianeti extrasolari tramite il metodo del transito, analizzando contemporaneamente vaste aree della volta celeste (osservazioni "ultra-wide angle"). L'organizzazione punta ad analizzare tutte le stelle visibili nel cielo fino alla magnitudine 15.

## Equipaggiamenti
SuperWASP consta di due telescopi robotizzati, il SuperWASP-North all'Osservatorio del Roque de los Muchachos nell'isola di La Palma nelle Canarie e SuperWASP-South presso il South African Astronomical Observatory in Sud Africa. Ogni osservatorio utilizza un array di otto lenti Canon 200 mm f1.8 supportate da un CCD 2k x 2k di alta qualità per applicazioni scientifiche. I sensori ottici sono montati su un telescopio equatoriale costruito dalla Optical Mechanics, Inc.. Il largo campo visivo delle lenti consente di coprire per ogni osservazione fino a 500 gradi quadrati.

## Funzionamento
Gli osservatori controllano costantemente il cielo e approssimativamente ogni minuto catturano un'immagine, generando circa 100 Gb di dati ogni notte. Usando il metodo del transito, i dati prodotti dai telescopi vengono analizzati alla ricerca di variazioni di luminosità delle stelle. Variazioni della luminosità di una stella potrebbero indicare il passaggio di un pianeta tra la stella e il telescopio. Si spera che il progetto SuperWASP rivoluzioni le conoscenze sulla formazione dei pianeti extrasolari e apra la strada a future missioni di ricerca di pianeti simili alla Terra.

## Fondatori
SuperWASP opera grazie a un consorzio di otto istituzioni accademiche:
- Università di Cambridge
- Instituto de Astrofísica de Canarias
- Isaac Newton Group of Telescopes
- Keele University
- Università di Leicester
- Open University
- Queen's University Belfast
- Università di St. Andrews.

## Scoperte
Il 26 settembre 2006 venne annunciata la scoperta dei primi due pianeti extrasolari, WASP-1 b (orbitante a 6 milioni di km dalla sua stella con un periodo di 2,5 giorni) e WASP-2 b (orbitante a 4,5 milioni di km e con un periodo di 2 giorni).
Il 31 ottobre 2007 il team ha annunciato la scoperta di tre ulteriori pianeti: WASP-3 b, WASP-4 b e WASP-5 b. Tutti e tre i pianeti sono simili a Giove in quanto a massa e sono così vicini alle rispettive stelle che i loro periodi orbitali sono tutti inferiori ai due giorni, tra i minori scoperti all'epoca. Per la grande vicinanza alla loro stella la temperatura superficiale dei pianeti è probabilmente superiore ai 2000 gradi Celsius. Le tre scoperte rendono il SuperWASP il primo e unico progetto di ricerca di pianeti extrasolari a scoprire pianeti in entrambi gli emisferi celesti, usando la tecnica del transito. WASP-4 b e WASP-5 b sono i primi pianeti scoperti dall'osservatorio sudafricano, mentre WASP-3 b è il terzo pianeta scoperto dall'osservatorio di La Palma.
Il pianeta WASP-9 b manca dal catalogo in quanto l'oggetto dopo la pubblicazione si rivelò essere un falso positivo in un sistema di binarie ad eclisse strettamente interagenti, e quindi venne rimosso dall'elenco delle scoperte. Ad oggi non sono ancora state pubblicate le coordinate della stella.
Il 1º aprile 2008 viene annunciata la scoperta di WASP-12 b, che infranse numerosi record. Il pianeta all'epoca era il più grande, il più caldo e il più vicino a una stella di tipo solare mai scoperto, e successivi studi ne scoprirono la particolare composizione; il pianeta infatti abbonda di carbonio, il suo rapporto con l'ossigeno è circa il doppio di quello dei giganti gassosi del sistema solare, ed è quindi il primo pianeta di carbonio mai scoperto..
Nell'agosto del 2009 è stata annunciata la scoperta di WASP-17 b, ritenuto il primo pianeta scoperto ad orbitare nella direzione opposta a quella di rotazione della sua stella, WASP-17.
Nel gennaio 2013 il progetto contava 73 pianeti transitanti scoperti in entrambi gli emisferi celesti e 3 candidati individuati tramite metodo delle variazioni di transito, più un falso positivo. Tali pianeti fanno quasi tutti parte della categoria dei pianeti gioviani caldi e appartengono quasi tutti a sistemi planetari con un solo membro, eccetto per WASP-3, WASP-10 e WASP-12. Tali sistemi sono appunto quelli che ospitano i tre pianeti ipotizzati per spiegare alcune anomalie orbitali e di transito, e sono probabilmente o non transitanti o troppo piccoli per essere rivelati da WASP.
È capitato inoltre che alcuni pianeti siano stati identificati contemporaneamente dal team di WASP e da quello del progetto HATNet. Il loro nome è deciso in base a quale team ha enunciato per primo la scoperta, seguito dal nome del progetto secondo arrivato.
Nel 2017, un gruppo di astronomi presso l'università di Cambridge ha scoperto la più piccola stella sino ad allora rilevata. EBLM J0555-57Ab, probabilmente una nana ultra fredda distante circa 600 anni luce dalla Terra, ha una massa paragonabile a quella di TRAPPIST-1 ma un raggio del 30% inferiore.